# ネズラ1964
『ネズラ1964』（ネズラいちきゅうろくよん）は、2021年1月16日に公開された日本のノンフィクション映画。

## 概要
かつて大映が製作する予定だった、「ガメラシリーズ」の前身とも言える怪獣映画『大群獣ネズラ』の舞台裏と『大怪獣ガメラ』の制作へと繋がる流れに焦点を当てており、KADOKAWAが企画協力を行って『大群獣ネズラ』の制作当時の背景へのリサーチが行われた。本作は同社による怪獣を対象とした映画作品としては2006年の『小さき勇者たち〜ガメラ〜』以来となる。
キャストが永田雅一・築地米三郎・湯浅憲明を演じ、本作の主題歌の『ネズラマーチ』が『ガメラマーチ』のオマージュであるなど「ガメラシリーズ」が意識されており、キャスト・スタッフにも過去に「ガメラシリーズ」に直接的または間接的に携わってきた面々が散見され、横川による2018年の『大仏廻国 The Great Buddha Arrival』（英語版）から続投している関係者も見られる。
また、『大群獣ネズラ』の歴史を再現するために本作でも「生きたネズミ」が使用されているが、ネズミへの悪影響を考慮して撮影環境を管理しており、様々な技術を多用してネズミへの虐待を連想させる表現も回避されている。
なお、横川は本作の翌2021年に、『大群獣ネズラ』の以前に製作中止になった『大魔獣ダゴラ』を意識した短編『ヤツアシ』を制作しており、ミニチュアセットも『ネズラ1964』の物を流用している。

## キャスト
- ナガノ - 螢雪次朗（モデルは大映の永田雅一社長）[6]
- ツカジ - 菊沢将憲（モデルは築地米三郎特技監督）[7]
- ユカワ - 米山冬馬（モデルは湯浅憲明監督）[8]
- ミチコ - 小野ひまわり（若手女優）
- ジュンコ - 斉藤麻衣[9]
- シゲオ - 大迫一平（ナガノ社長の息子、モデルは永田秀雅（英語版））[10]
- タキヤマ - 内田喜郎（怪獣造形師）
- シュミット - ノーマン・イングランド[11]
- マサエ - 青木ラブ
- ウツミ - 桐山和久[12]
- オオクボ - 田中克憲
- 自衛隊員 - 原英博
- 抗議団体員 - 藤山遼太郎
- 抗議団体員 - ゆうま
- アナウンサー - 安田崇
- ミカミ - 阿部能丸
- ムラオカ - 佐藤昇（大御所映画監督、モデルは村山三男）[13]
- アズマ - 佐野史郎[14]
- オヤジ - 古谷敏（円谷英二がモデルと推測されている）[14][15]
- モントウ - マッハ文朱（抗議団体の代表）[16][17]

## スタッフ
- 企画・監督・脚本：横川寛人
- ブレーン：酒井健作
- マンモスネズラデザイン：米山啓介
- 製作：横川寛人、米山冬馬、浅井拓馬
- 美術：浅井拓馬、山田果林、横川寛人
- 特技監督：根津宙介
- 特技助監督：渡邉聡
- 特殊美術：石井那王貴
- 特殊造形：浅井拓馬、三木悠輔
- 素材協力：笹目史郎
- 撮影：角洋介
- 音楽：今堀拓也
- 視覚効果統括：徳永拓馬
- 電子造形：北野貴士
- 音楽プロデューサー：西耕一
- 楽曲演奏：オーケストラ・トリプティーク
- 劇中題字：さくら[1]
- ヘアメイク：坂井舞
- ポスタービジュアルデザイン：高橋ヨシキ
- コンサルティングプロデューサー・広報：エイブリー・ゲイラ[3]
- スペシャルサンクス：築地まり、中野昭慶、浅田英一
- 制作プロダクション：3Y film
- 企画協力：KADOKAWA
- ミニチュア協力：特殊映画研究室
- 機材協力：キヤノン[1]
- モーションアクター：大橋明

## 登場怪獣
- ネズラ
  - 造型は黒澤津勝大と綾木友也による[1]。
- マンモスネズラ（演：大橋明）[18]
  - コンセプトアートを担当したのは浅井拓馬であり、『大仏廻国 The Great Buddha Arrival』で大仏のデザインを行った米山圭介や、螢雪次朗もデザインとしてクレジットされている[3]。マンモスネズラのデザインには、「ガメラシリーズ」の怪獣であるバルゴンやジャイガーからの影響が存在しており[19]、デザインの検討時には東宝の「ゴジラシリーズ」の怪獣であるチタノザウルスも参考イメージの一つとして挙げられていた[20]。

## 音楽
主題歌「ネズラマーチ」
作詞 - 横川寛人 / 作曲 - 今堀拓也 / 歌 - マッハ文朱 / ボイス - 斉藤麻衣 / 演奏 - オーケストラ・トリプティークメンバー / 合唱 - ヒーローコーラス
エンディングテーマ「大群獣ネズラ」
作詞 - 田野倉健之 / 作曲 - 渡辺宙明 / 編曲 - 大石憲一郎 / 歌 - 串田アキラ / プロデュース - 西耕一
イメージソング
「青春の日」
作詞 - 田野倉健之 / 作曲 - 渡辺宙明 / 編曲 - 大石憲一郎 / 歌 - 串田アキラ
エンディングテーマと同じ調子の歌で、曲風が異なり、応援歌として使用されている。
「ネズラのテーマ」
作曲 - 渡辺宙明 / 編曲 - 中野広 / 歌 - ヒーローコーラス

## 配給
2020年12月19日には、池袋HUMAXシネマズにて完成披露試写会が行われた。
2020年12月以降、「ガメラシリーズ」にゆかりのある調布市（調布市文化会たづくり）や名古屋市（シアターカフェ）や京都市（京都みなみ会館）、池袋（ヒューマックスシネマ）、横浜市（シネマノヴェチェント）で不定期に上映され、「熱海怪獣映画祭」や「G-Fest」でも上映されている。
2023年10月4日にアルバトロスよりBlu-rayが一般販売された。

## 関連作品
- 大群獣ネズラ
- 最強獣誕生 ネズラ -NEZULLA-
- カミノフデ 〜怪獣たちのいる島〜
  - ガメラシリーズにも携わった村瀬継蔵による2024年7月26日公開の映画作品。本作が映像提供としてクレジットされており、登場人物が『大群獣ネズラ』をスクリーンで観賞する場面として劇中映像が流用されている。